# Ian Fletcher
Pour les articles homonymes, voir Fletcher.
Ian Fletcher, né le 1er décembre 1948 à Adélaïde, est un joueur de tennis australien.

## Palmarès

### Finale en simple (1)
| No | Date       | Nom et lieu du tournoi         | Catégorie | Dotation | Surface    | Vainqueur     | Score    |  |
| -- | ---------- | ------------------------------ | --------- | -------- | ---------- | ------------- | -------- |  |
| 1  | 19-01-1973 | Roanoke International, Roanoke |           | 20 000 $ | Dur (ext.) | Jimmy Connors | 6-2, 6-3 |  |

### Titres en double (4)
| No | Date       | Nom et lieu du tournoi                                 | Catégorie | Dotation | Surface         | Partenaire     | Finalistes                        | Score         |  |
| -- | ---------- | ------------------------------------------------------ | --------- | -------- | --------------- | -------------- | --------------------------------- | ------------- |  |
| 1  | 05-11-1973 | Tournoi de tennis d'Indonésie Jakarta                  |           | NC $     | NC              | Mike Estep     | John Newcombe Allan Stone         | 7-5, 6-4      |  |
| 2  | 17-02-1974 | International Indoor Tennis Tournament Birmingham (AL) |           | NC $     | Moquette (int.) | Sandy Mayer    | Nicky Kalogeropoulos Iván Molina  | 4-6, 6-7, 6-1 |  |
| 3  | 07-04-1974 | Vince Lombardi Memorial Tennis Tournament Washington   |           | NC $     | Moquette (int.) | Eugene Russo   | Ian Crookenden Frederick Drilling | NC            |  |
| 4  | 11-03-1975 | Coliseum Mall International Hampton                    |           | NC $     | Moquette (int.) | Ian Crookenden | Karl Meiler Jan Pisecky           | 6-2, 6-7, 6-4 |  |

### Finales en double (3)
| No | Date       | Nom et lieu du tournoi          | Catégorie | Dotation | Surface    | Vainqueurs                    | Partenaire     | Score         |  |
| -- | ---------- | ------------------------------- | --------- | -------- | ---------- | ----------------------------- | -------------- | ------------- |  |
| 1  | 19-01-1973 | Roanoke International Roanoke   |           | 20 000 $ | Dur (ext.) | Jimmy Connors Juan Gisbert    | Butch Seewagen | 6-0, 7-6      |  |
| 2  | 27-01-1974 | Tournoi de tennis d'Omaha Omaha |           | NC $     | Dur (ext.) | Jürgen Fassbender Karl Meiler | Kim Warwick    | 6-2, 6-4      |  |
| 3  | 27-03-1974 | Arizona International Tempe     |           | 60 000 $ | Dur (ext.) | Jürgen Fassbender Karl Meiler | Kim Warwick    | 4-6, 6-4, 7-5 |  |